# دارود
ویل ویرتانن (به فنلاندی: Ville Virtanen) (زادهٔ ۱۷ ژوئیهٔ ۱۹۷۵) که بیشتر با نام مستعار دارود (به فنلاندی: Darude) شناخته می‌شود، یک دی‌جی و تهیّه‌کنندهٔ موسیقی ترنس اهل یورا، هینریوکی، فنلاند است. دارود بیش از هر چیز به‌خاطر ترانهٔ موفّق و پرطرفدار توفان شن که آن را در سال ۱۹۹۹ منتشر کرد، شناخته می‌شود. موسیقی او با سبک پراگرسیو/آپلیفتینگ ویژه‌اش شناخته شده‌است.
او به همراه سباستین رجمن نماینده فنلاند در مسابقه آواز یوروویژن ۲۰۱۹ بود.